# Decodina mazatlana
Decodina mazatlana är en fjärilsart som beskrevs av Powell 1980. Decodina mazatlana ingår i släktet Decodina och familjen vecklare. Inga underarter finns listade i Catalogue of Life.